# Ashly Anderson
Ashly Anderson (Houston, Texas; 28 de julio de 1996) es una actriz pornográfica, camgirl y modelo erótica estadounidense.

## Biografía
Nació en la ciudad texana de Houston, capital del condado de Harris, en julio de 1996. Cumplidos los 18 años comenzó su carrera como camgirl, realizando diversos shows privados por Internet. En enero de 2017 decidió someterse a una ampliación de pechos, pasando a una copa 34D.
Fue tras crearse un perfil en la comunidad de Adult DVD Talk cuando se dio a conocer y captó la atención de un agente, que le invitó a trasladarse a Los Ángeles y probar suerte como modelo y actriz. Tras unos castings, debutó como actriz pornográfica ese mismo año, a los 21 años de edad.
Como actriz ha trabajado para productoras como Mofos, Bangbros, Brazzers, Evil Angel, Naughty America, Reality Kings, Digital Playground, Twistys, Digital Sin o Amateur Allure, entre otras.
Ha rodado más de 140 películas como actriz.
Algunos trabajos de su filmografía son Big Tit MILFs 4, Cum Swallowing Auditions 30, Drillin' Hotties 4, Hookup Hotshot Smash Sessions, Nice Girls Swallow 9, Stepfather's Desires o Wedding Belles.

## Premios y nominaciones
| Año  | Ceremonia   | Resultado | Premio                         | Trabajo |
| ---- | ----------- | --------- | ------------------------------ | ------- |
| 2019 | Premios AVN | Nominada  | Premio fan: Clip Star favorita | —       |